# ロナルド・レーガンの死と国葬

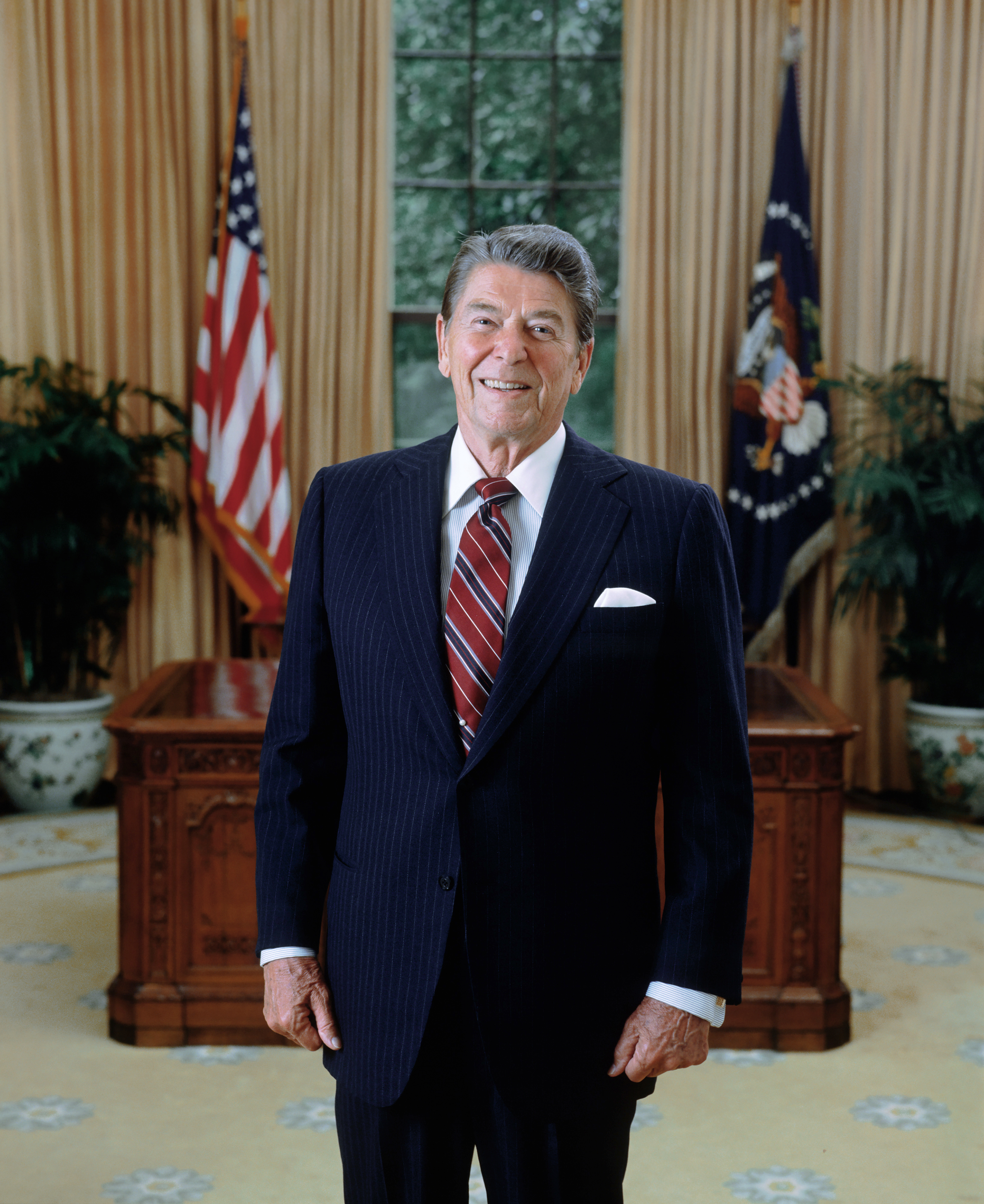
ロナルド・レーガン（1985年撮影）

ロナルド・レーガンの死と国葬について述べる。2004年6月5日に元アメリカ合衆国大統領ロナルド・レーガンが逝去した。アルツハイマー病による闘病生活を10年近く送っていた。国葬は11日まで7日間続いた。
6月7日にレーガンの棺が霊柩車により搬送され、アメリカ合衆国のカリフォルニア州シミバレーに位置するロナルド・レーガン大統領図書館に安置された。6月9日にアメリカ連邦議会議事堂での公開安置や国葬式典のためにワシントンD.C.まで空路移動した。
アメリカ連邦議会議事堂のロタンダで34時間の公開安置が実施された後、アメリカ合衆国大統領ジョージ・W・ブッシュが「国家的に喪に服す日」に指定した6月11日にワシントン大聖堂で国葬式典が行われた。式典の後、同日にロナルド・レーガン大統領図書館で行われる埋葬式のためにその日のうちにカリフォルニアに再移送された。
アメリカ合衆国大統領経験者の国葬は1973年のリンドン・ジョンソン以来、31年ぶりとなった。1994年に亡くなったリチャード・ニクソンは国葬を辞退している。

## 死

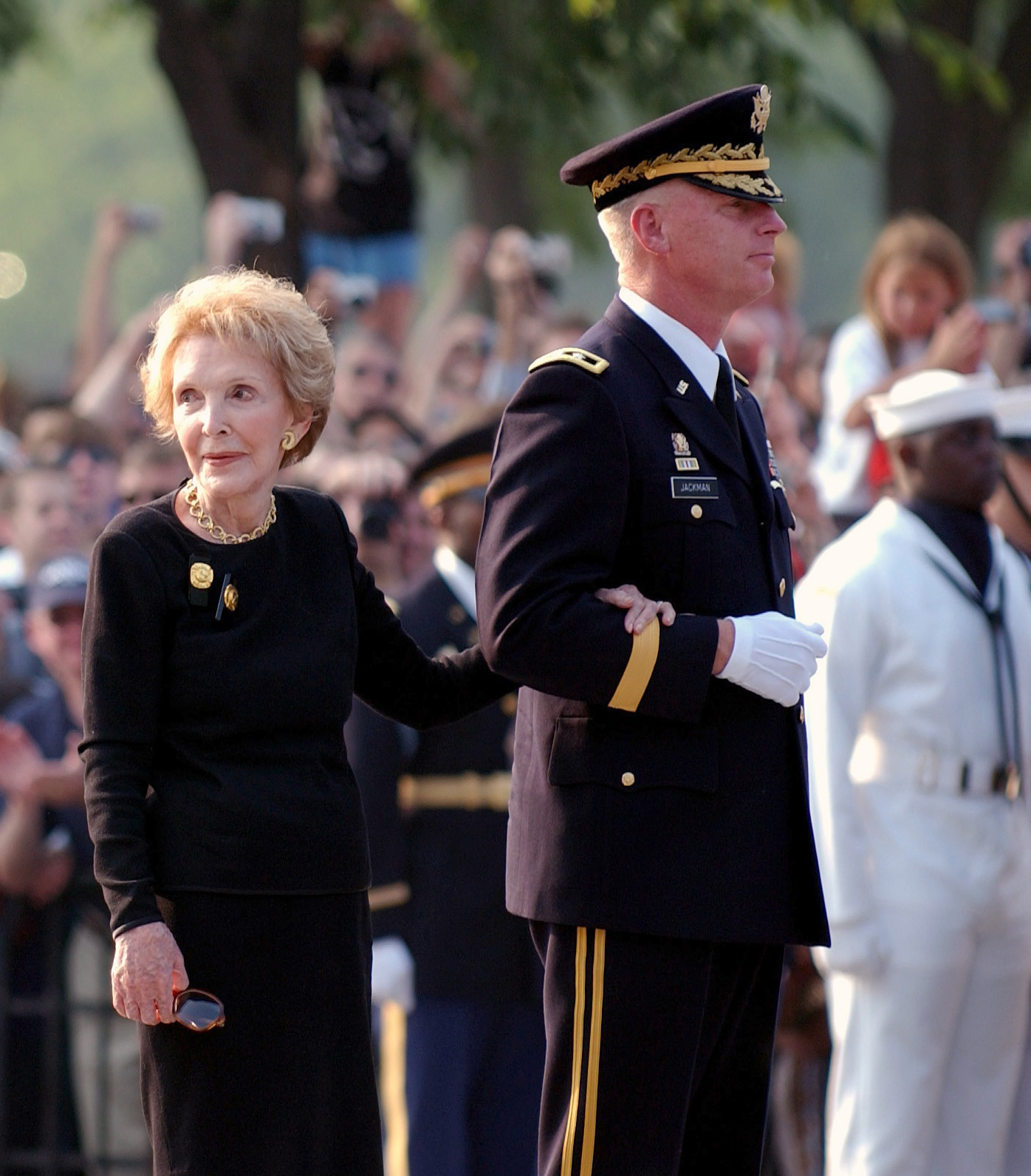
1週間の葬儀期間中にナンシー・レーガンを護衛したアメリカ陸軍少将ガレン・B・ジャックマン

2004年6月5日にアメリカ合衆国カリフォルニア州の自宅で、ロナルド・レーガンはアルツハイマー病に肺炎を併発した後に亡くなった。没年齢は93歳120日で死去した時点で最高齢の大統領経験者だった（2024年12月29日に100歳90日で死去したジミー・カーター、2018年11月30日に94歳171日で死去したジョージ・H・W・ブッシュ、2006年12月26日に93歳165日で死去したジェラルド・R・フォードに次いで4番目)。
6月8日にアメリカ合衆国大統領ジョージ・W・ブッシュは滞在中のパリで記者会見を開き、「アメリカの悲しみの時間です。一人の偉大なアメリカ人の生涯が終わりました」と述べた。彼はこの2日前に大統領布告を発令し、ホワイトハウスを含めてアメリカ全土の公的機関に30日間アメリカ国旗の半旗を掲げるように命じている。また、6月11日を「国家的に喪に服す日」に指定した。
イギリス女王エリザベス2世、元イギリス首相マーガレット・サッチャー、旧ソ連最高指導者ミハイル・ゴルバチョフ、イギリス首相トニー・ブレア、元カナダ首相ブライアン・マルルーニー、カナダ首相ポール・マーティン、フランス大統領ジャック・シラクらが早期にレーガンに対する国際的な弔辞をささげている。
レーガンの死後、喪の期間中に行うのは礼を失するとみなされ、2004年アメリカ合衆国大統領選挙に向けたキャンペーンは中断された。また、カナダ首相ポール・マーティン、カナダ野党第一党指導者スティーヴン・ハーパー、カナダ保守党および新民主党（NDP）指導者ジャック・レイトンはレーガンの死への配慮を理由として2004年カナダ総選挙に向けたキャンペーンを中断した。

## 葬儀の進行

### レーガン図書館

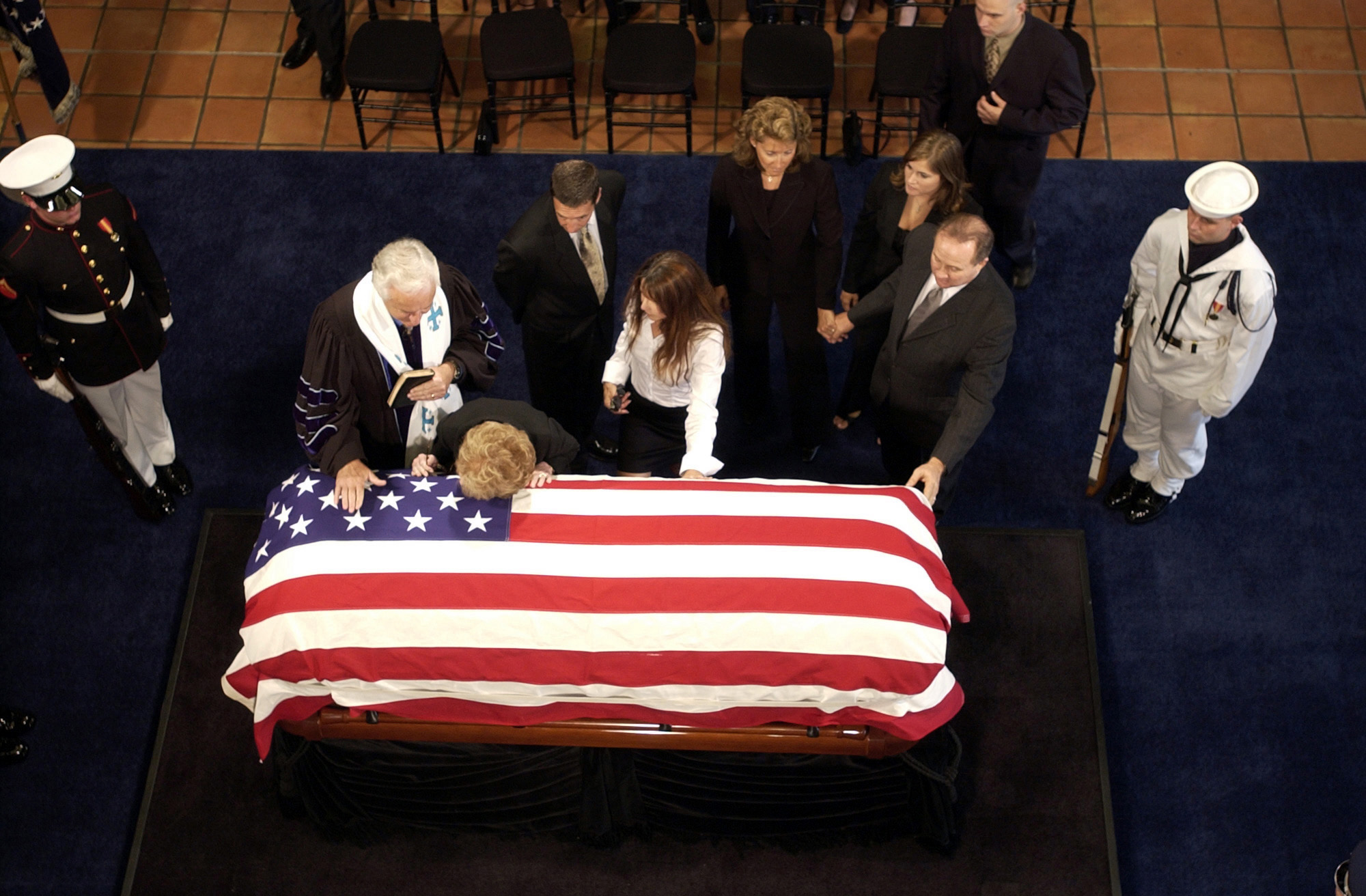
ナンシー・レーガンはロナルド・レーガン大統領図書館内に安置された夫の遺体を納めた棺に額をつける

6月7日にレーガンの遺体は葬儀場を後にし、車列を形成しながら20マイル毎時で走行する霊柩車にのせられ、カリフォルニア州シミバレーに位置するロナルド・レーガン大統領図書館へ向かった。
レーガンの遺体はアメリカ陸軍を代表する8人の儀仗兵によって図書館のロビーに安置された。この場所ではレーガンが属していたベルエア長老派教会の元牧師マイケル・ウェニングが遺族の短い儀式を執り行った。祈りの儀式が終わるとナンシー夫人とレーガン家のメンバーはレーガンの棺に近づき、夫人は棺の上に額をつけた。家族が去った後に大統領図書館のドアが開き、一晩中列をなした。最終的には108,000人もの一般人が棺を見るために大統領図書館を訪れた。

### ワシントンへ向けて出発
6月9日にレーガンの遺体は大統領図書館を後にし、霊柩車の車列はカリフォルニア州オックスナードのマグー海軍航空基地へ向かった。通常時は「エアフォースワン」として機能するボーイング747がワシントンD.C.に棺を輸送するために到着した。何千人もの人々が飛行機の出発を見送るために集まった。ナンシー夫人はVC-25A大統領専用機に搭乗する直前に、群集に向けて手を振った。太平洋標準時（PST）で午前9時40分ごろに飛行機は飛び立った。

### ワシントン市内のイベント

#### 葬列

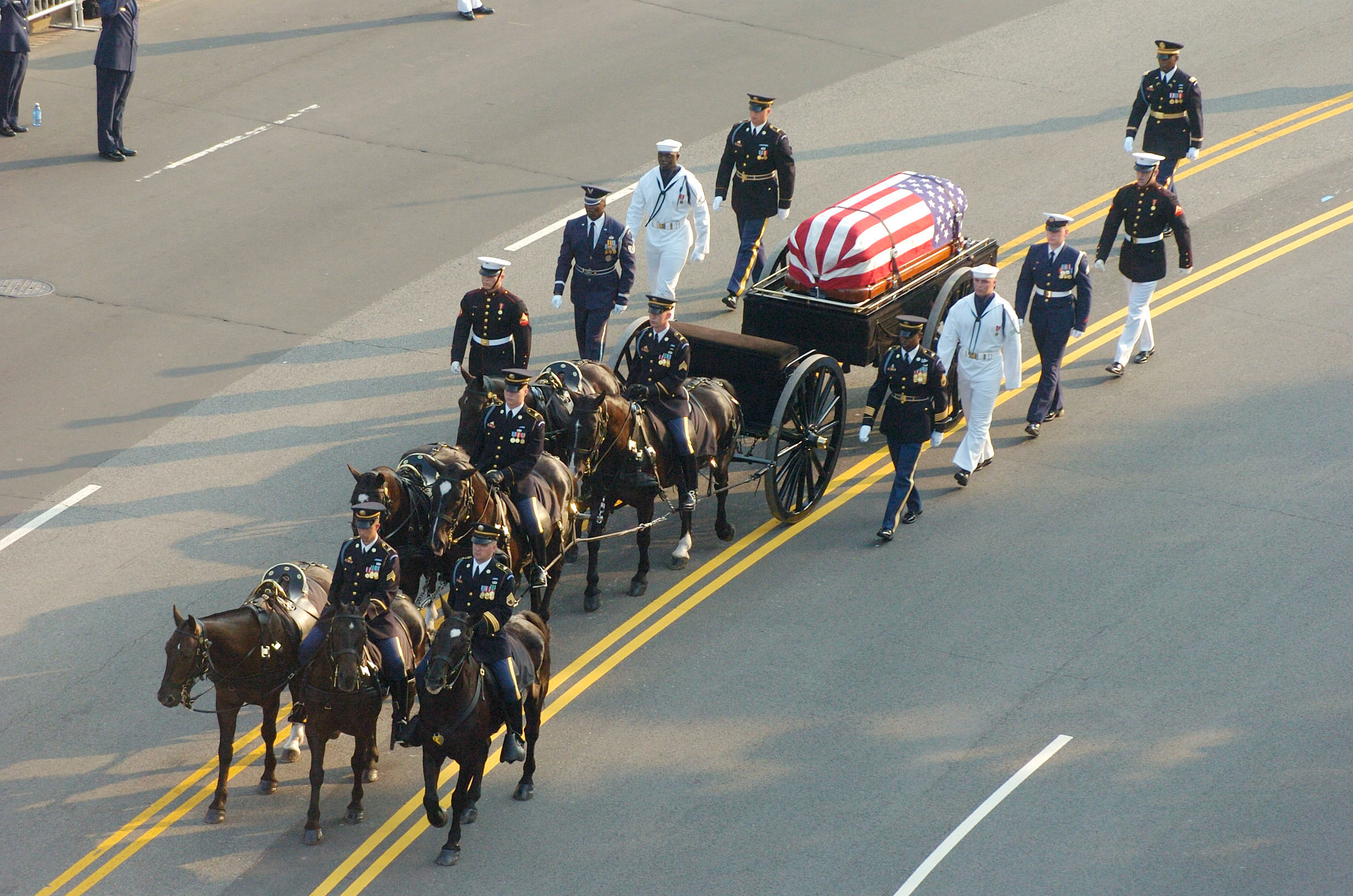
レーガンの棺をのせた車はコンスティテューション・アベニューを通過する

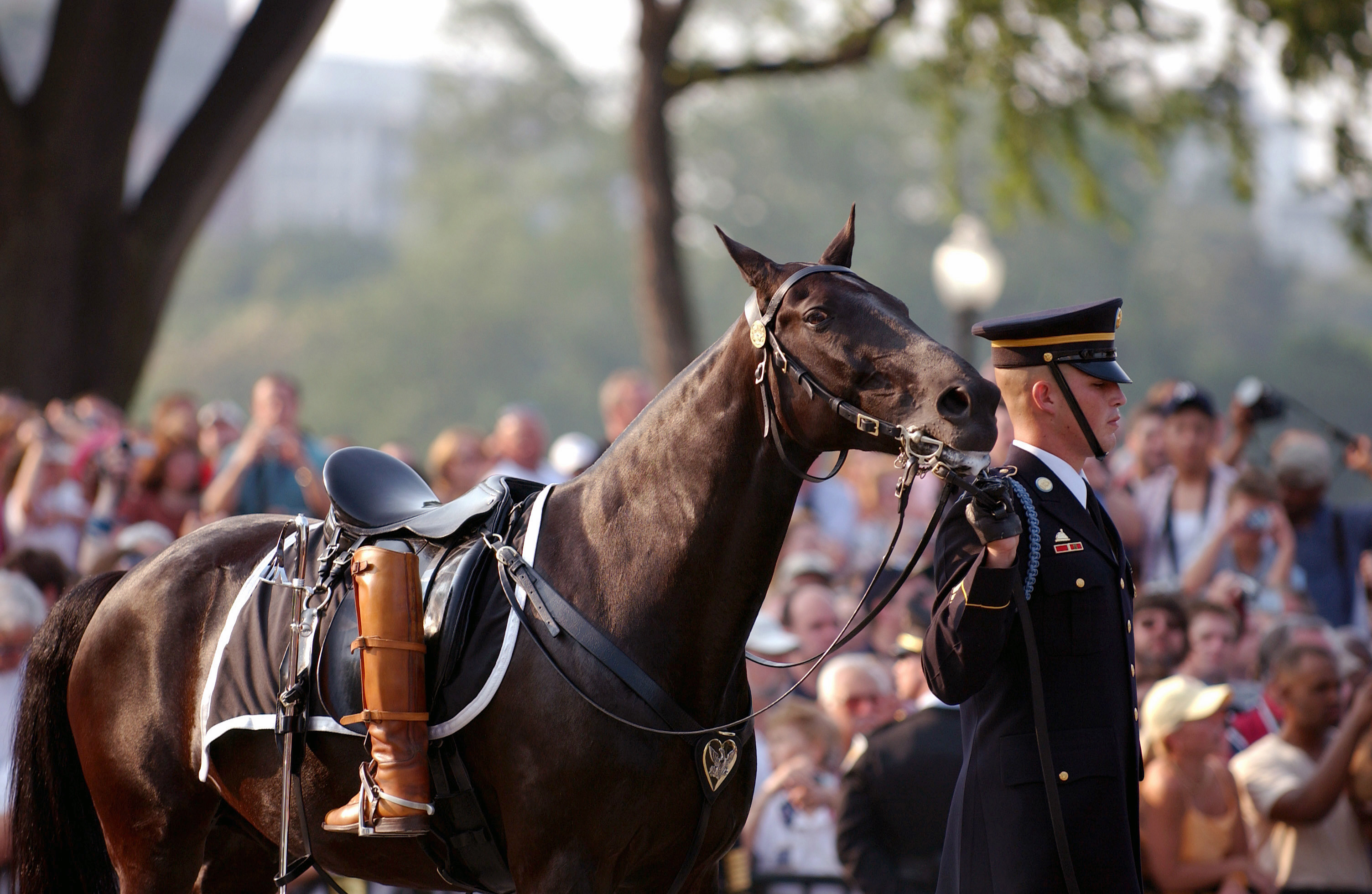
人が乗っていない馬。レーガンの乗馬ブーツを逆さ向きでぶら下げている

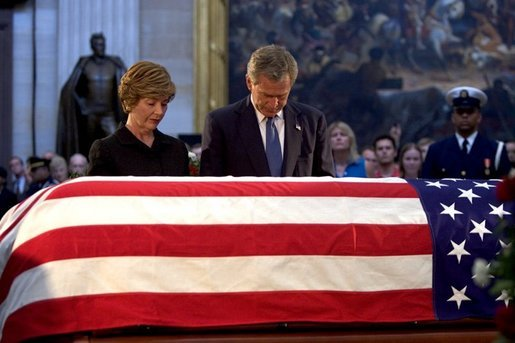
哀悼の意を示すアメリカ合衆国大統領ジョージ・W・ブッシュとアメリカ合衆国のファーストレディ、ローラ・ブッシュ

レーガンの棺がメリーランド州のアンドルーズ空軍基地に到着した時に首都のイベントが始まった。飛行機を降りた後、霊柩車は行列を組みながら葬送を行った。バージニア州を通過して首都に入り、アーリントン記念橋を渡り、コンスティテューション・アベニューに出た。
飛行機がアンドルーズに到着する直前に、レーガンの葬儀に向かっていたケンタッキー州知事アーニー・フレッチャーが乗った小型機がワシントン上空の飛行禁止区域に誤って侵入したため、首都に集まった会葬者の群集に対して一時的に避難が命じられるハプニングが起きたが、葬儀の進行には影響しなかった。
ホワイトハウスが見えるザ・エリプスの近くで霊柩車は停車した。レーガンの遺体をのせたケーソンの馬車はコンスティテューション・アベニューを行進しながら、キャピトルヒルへ向かった。群集はリムジンから降りたナンシー夫人を拍手を含めて温かく歓迎した。東部標準時（EST）で午後6時を少し回ったころにレーガンの遺族がリムジンで付き従う葬列は45分の旅を開始した。軍部隊はドラムを鳴らして前進しながらケーソンを護送した。軍曹ヨークという名の人が乗っていない馬はケーソンの後ろに従い、あぶみがねを逆向きにしてレーガンの乗馬ブーツをぶら下げていた。

#### キャピトルヒル
葬列がキャピトルヒルに到着すると、礼砲を交えて「大統領万歳」が演奏された。その後にバンドが「リパブリック讃歌」を演奏する間に、アメリカ連邦議会議事堂の石段に棺が搬送された。
遺体は議事堂のロタンダにあるリンカーン・カタフォルクに安置された。夜の慰霊祭は主に連邦議会のメンバー、連邦最高裁判所のメンバー、外交団らの要人が出席して行われた。連邦下院チャプレンのダニエル・コフリンによって祈りが行われた。連邦上院仮議長テッド・スティーブンス、連邦下院議長デニス・ハスタート、アメリカ合衆国副大統領ディック・チェイニーが弔辞を述べた。弔辞の後に3人の演説者それぞれが棺に花輪を置き、連邦上院チャプレンのバリー・ブラックが祝祷をささげた。ナンシー夫人はチェイニーに付き添われて棺まで行き、故人にお別れを伝えた。室内にいる高官もその後の30分間にお別れを済ませた。まれにある例で、棺を見ようと外で列を作って並んで待つ一般人のために連邦議会議事堂のドアが開かれた。

### 公開安置
一般人は弔問のために長蛇の列を作って待機した。1時間当たり約5,000（1分当たり83.3、1秒当たり1.2）人が棺のそばを通り過ぎ、弔問に訪れた一般人は合わせて104,684人にのぼった。その影響もあり、ワシントンメトロの地下鉄はそれまでの28年のシステムの歴史上最も多い1日850,636人の乗客数記録を樹立した。
アメリカ合衆国大統領ジョージ・W・ブッシュとアメリカ合衆国のファーストレディ、ローラ・ブッシュは第30回主要国首脳会議を終えてワシントンに戻った後に、弔問のためにロタンダを訪れた。また、イラク暫定政権大統領ガジ・ヤワル、旧ソ連最高指導者ミハイル・ゴルバチョフ、元イギリス首相マーガレット・サッチャー、元ポーランド共和国大統領レフ・ワレサなど多くの世界の指導者も同様にロタンダを訪れている。
レーガンの遺体が安置されている間にナンシー夫人とレーガン家のメンバーはアメリカ合衆国大統領の賓客が宿泊するブレアハウスに滞在した。マーガレット・サッチャーはブレアハウスの弔問者芳名録に「To Ronnie, Well done, thou good and faithful servant.（ロニーへ。よくやった。良い忠実な神のしもべよ）」と書き記した。

## 国葬

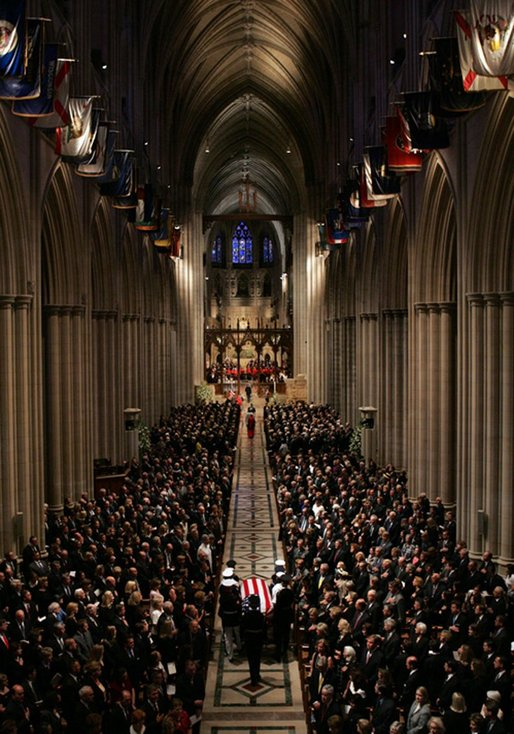
レーガンの棺は6月11日にワシントン大聖堂内に搬送された

34時間が過ぎて公開安置が終了した。ナンシー夫人は短時間だけ一人で棺と向かい合った後に連邦議会議事堂の西階段下部で待機し、礼砲を合図に儀仗兵が棺を議事堂の外に運搬するのを左胸に手を当てて見送った。棺が霊柩車に入れられた後、車列は国葬式典が行われる5マイル (約8km)離れたワシントン大聖堂までの旅を開始した。群集は葬列の進路沿いに並んで霊柩車を待ち構えた。

### 要人

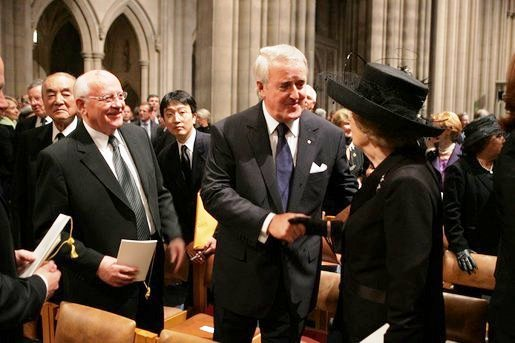
中曽根康弘（左端）、ミハイル・ゴルバチョフ（左から2番目）、ブライアン・マルルーニー（中央）、マーガレット・サッチャー（右）も式典に参加した

ジョージ・W・ブッシュ現大統領夫妻、ジョージ・H・W・ブッシュとバーバラ・ブッシュ、ジェラルド・フォードとベティ・フォード、ジミー・カーターとロザリン・カーター、ビル・クリントンとヒラリー・クリントンの元大統領夫妻を含む約4,000人が大聖堂での式典に集まった。議会議員、現職州知事、元州知事も参列した。
165か国からの外国の要人も参列している。その中には国際連合事務総長コフィー・アナン、旧ソ連最高指導者ミハイル・ゴルバチョフ、元イギリス首相マーガレット・サッチャー、元カナダ首相ブライアン・マルルーニー、イギリス皇太子チャールズ（のちのチャールズ3世、エリザベス2世の代理）、イギリス首相トニー・ブレアとその妻のシェリー・ブレア、ドイツ首相ゲアハルト・シュレーダー、元日本首相中曽根康弘、イタリア首相シルヴィオ・ベルルスコーニ、ヨルダン国王アブドラ2世、アフガニスタン・イスラム移行政権大統領ハミド・カルザイ、イラク暫定政権大統領ガジ・ヤワル、アイルランド大統領メアリー・マッカリースも含まれる。ブレア、シュレーダー、ベルルスコーニ、カルザイ、アブドラ国王、ヤワルはジョージア州シーアイランドのG8サミットに出席したが、その後に葬儀にも参列するためにアメリカの滞在を延長することを決めた。カルザイにとってレーガンの葬儀は1週間にわたるアメリカ訪問の一環、そしてワシントン訪問の始まりであり、その代わりにアメリカ合衆国西海岸にあるアフガン人コミュニティへの訪問を取りやめた。その一方で、カナダ首相ポール・マーティン、フランス大統領ジャック・シラク、ロシア大統領ウラジーミル・プーチン、アイルランド首相バーティ・アハーン、欧州委員会委員長ロマーノ・プローディ、日本首相小泉純一郎はサミットには出席したが、アメリカ滞在の期間を延長せず、葬儀に参列しないことを決めた。マッカリースは1984年のレーガンのアイルランド訪問を振り返り、彼は祖先がアイルランド人であることを誇りにしていたと話した。
レーガンの葬儀はアメリカで行われた葬儀としては、1963年のジョン・F・ケネディの葬儀（ジョン・F・ケネディの国葬）以来の大規模なものとなった。ケネディの娘のキャロラインと彼女の夫のエドウィン・シュロスバーグもレーガンの葬儀に参列した。

### 大聖堂のイベント
車列は大聖堂に到着した。レーガンの棺を運搬する者たちは大聖堂の階段で一旦止まり、ワシントン大聖堂の米国聖公会ワシントン教区主教ジョン・ブライソン・チェインが開会の祈りをささげた。その後に棺が中央通路に搬送され、ナンシー夫人とレーガン家のメンバーが後に従った。ナンシー夫人はジョージ・W・ブッシュによって席に案内された。ハロルド・クシュナー（ラビ）とサンドラ・デイ・オコナー（レーガンが任命した連邦最高裁初の女性判事）がユーロジー（弔辞）に先んじて聖書朗読を行った。それから合唱団は賛美歌の「Faire is the Heaven」「Bring Us, O Lord」「And I saw a New Heaven」を歌った。
続いて数ヶ月前にあらかじめ記録されていたマーガレット・サッチャーのスピーチが大聖堂内のプラズマテレビを通して放送された。スピーチの中でサッチャーは「私たちは偉大な大統領、偉大なアメリカ人、偉大な人物を失いました。私は親愛なる友人を失いました」と述べた。サッチャーに続いた元カナダ首相ブライアン・マルルーニーは「彼の最愛で不可欠なナンシー、彼の子ども、彼の家族、そして彼が非常に深く敬愛するすべてのアメリカ人がいる前で今日、才能豊かな指導者であり、歴史に残る大統領、親切な人物に向けてau revoir（フランス語でさようならを意味する）を言います」と述べて弔辞を終えた。
その後に話した元大統領ジョージ・H・W・ブッシュはレーガンの人となりを紹介する場面で言葉を詰まらせた。「晩年に、暗いガラス越しに彼を見ました。今、彼は救い主と対面しています。そして私たちは彼と再び会える素晴らしき日を待ちます。その日には疲れは完全に癒えており、すっきりした気持ちになり、強く確信を持ち、微笑みが戻っており、このような別れの悲しみなど永遠に消え去っているのです」 
合唱団はそれから「リパブリック讃歌」を歌い、ワシントン大司教のセオドア・エドガー・マッカーリックが『マタイの福音書』を朗読した。ミズーリ州の元連邦上院議員ジョン・ダンフォースがユーロジーを述べて、アイルランドのテノール歌手ローナン・タイナンはナンシー夫人のかねての希望で「アヴェ・マリア」「アメイジング・グレイス」を歌った。

## 州葬

### カリフォルニアに再び

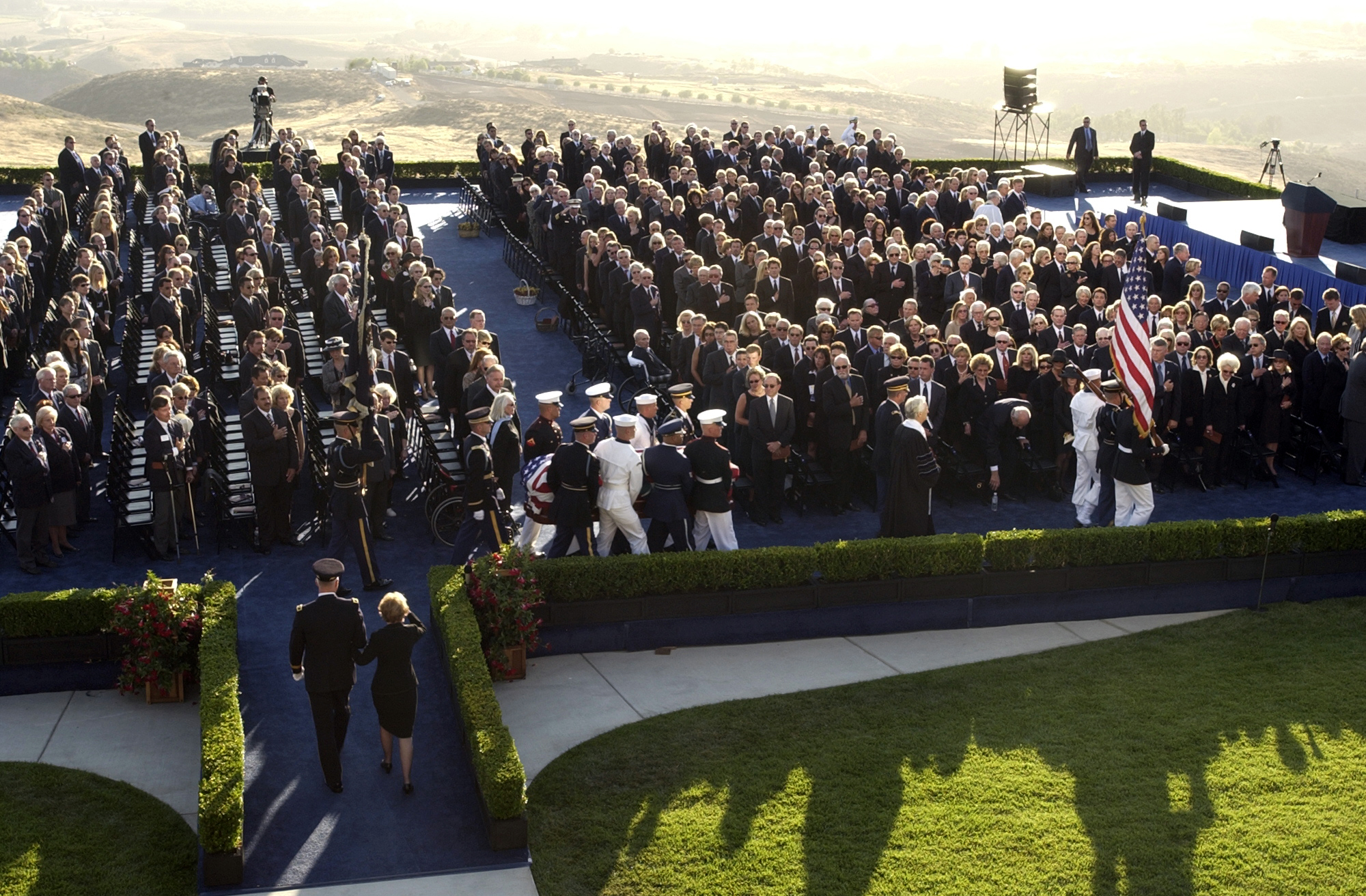
ロナルド・レーガン大統領図書館で行われた追悼式

式典の後に棺は大聖堂の外に運搬され、棺をのせた車はカリフォルニア州に戻るためにアンドルーズ空軍基地を目指して群集が待ち構える経路を通過した。家族や親しい友人はVC-25A大統領専用機に搭乗した。
専用機はアンドルーズを出発してから5時間後に、カリフォルニア州ベンチュラ郡のベンチュラ郡海軍基地に着陸した。空母『ロナルド・レーガン』の船員を含む一般人が専用機の到着を見るために基地に集まった。

### レーガン図書館に埋葬

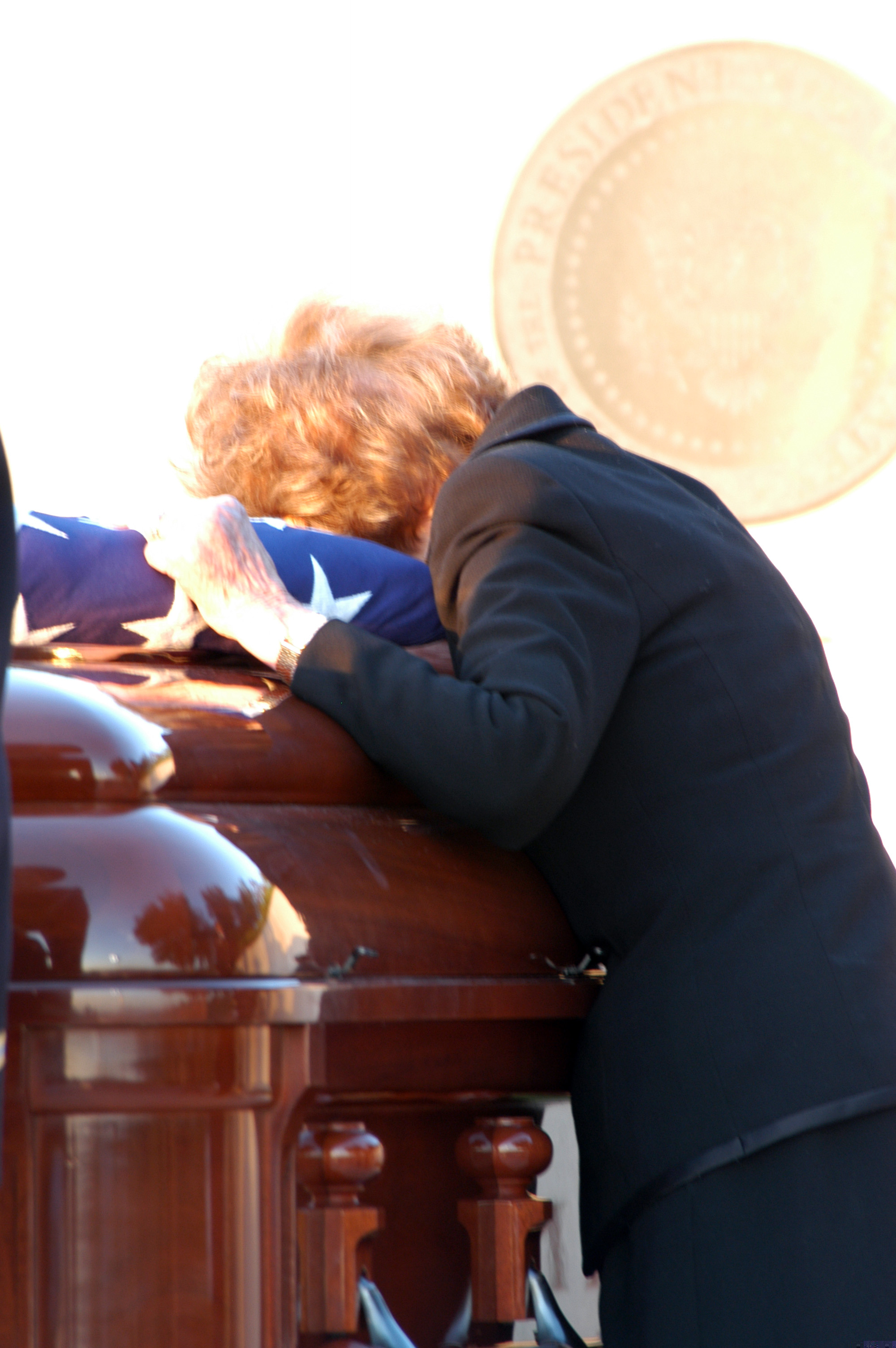
埋葬される前に夫との別れを惜しむナンシー・レーガン

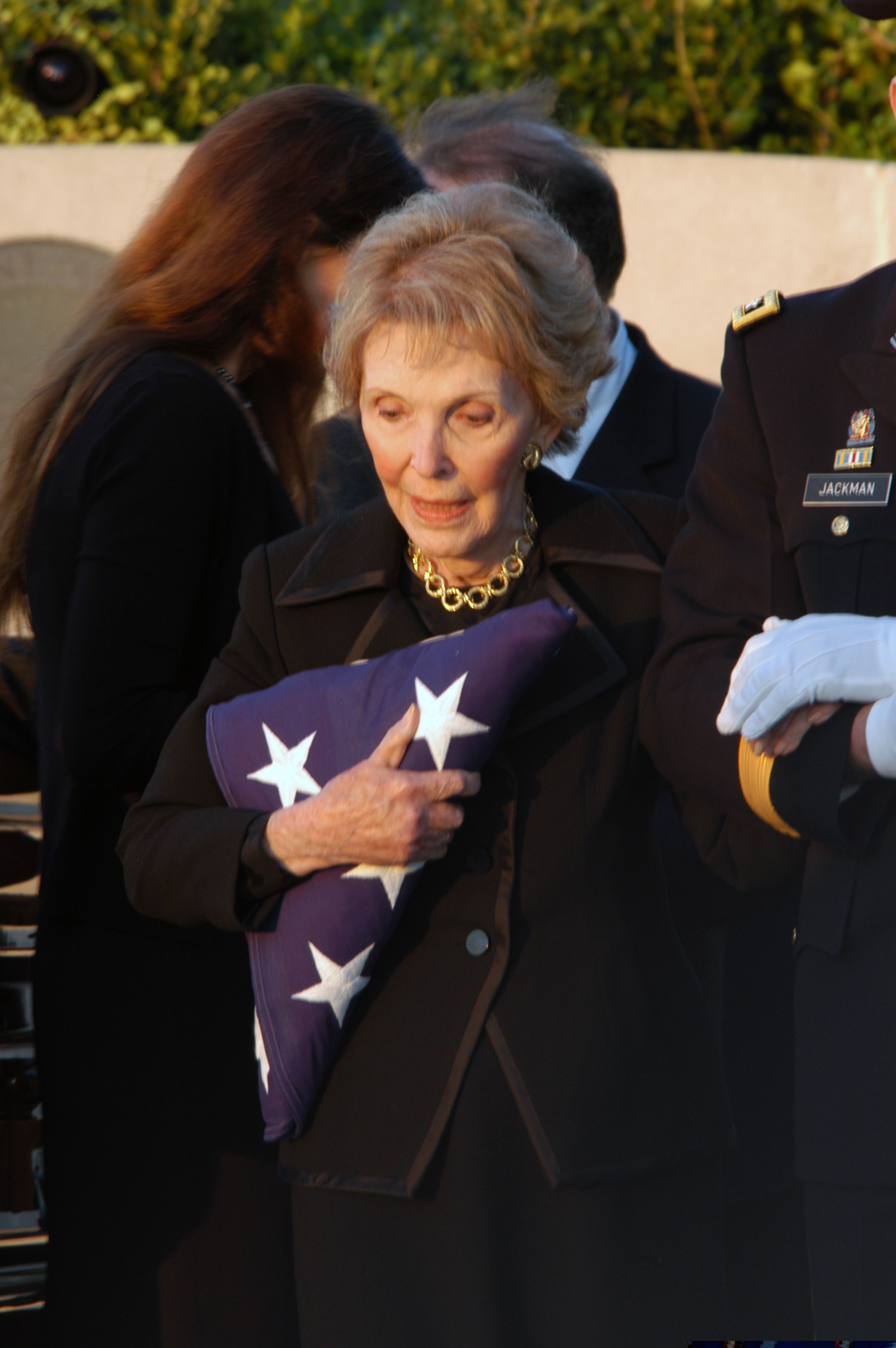
ナンシー・レーガンは最後の別れを告げた後に棺から離れた

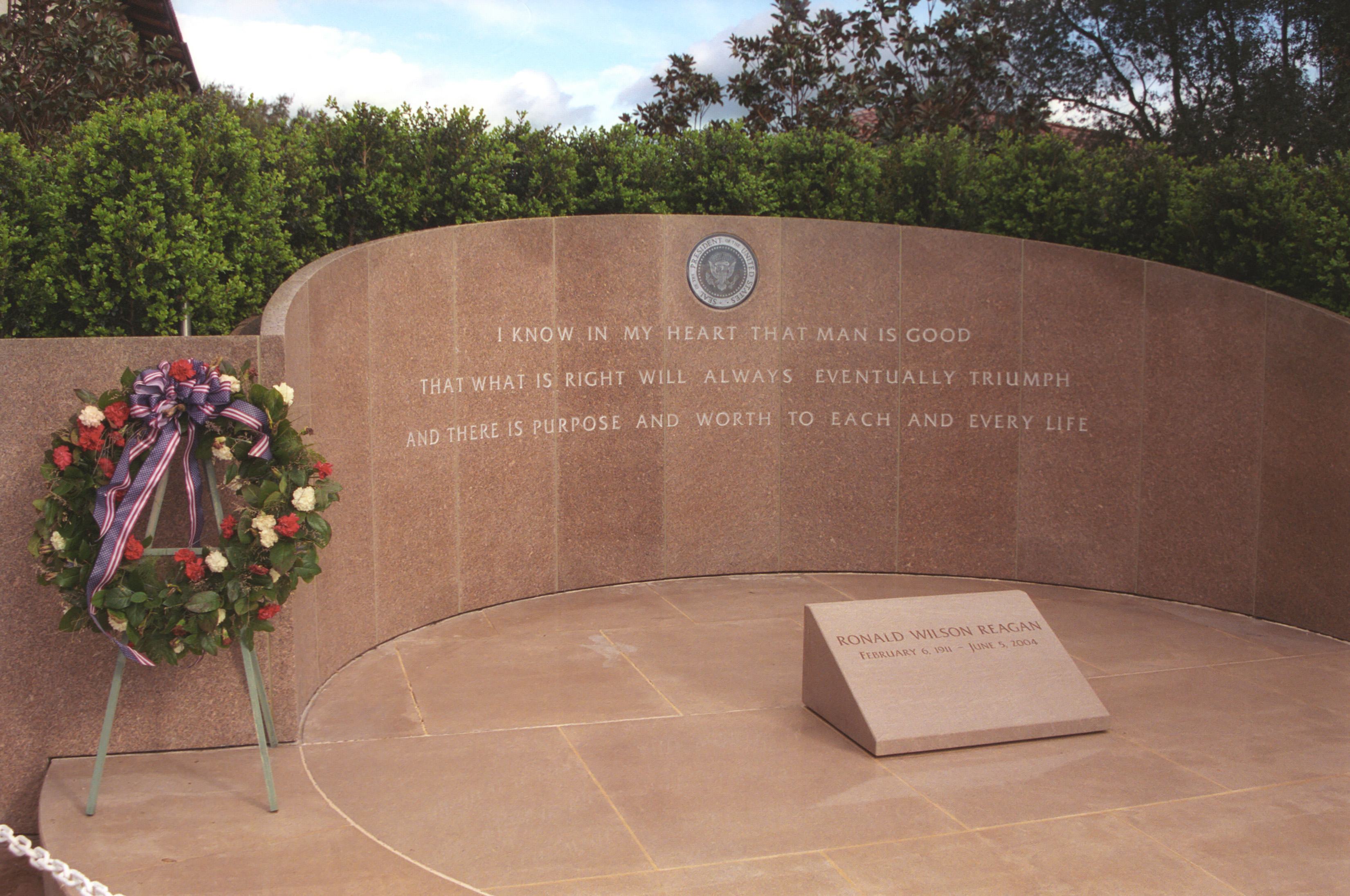
ロナルド・レーガンの墓

レーガン図書館での埋葬式にはジョージ・シュルツら著名な高官を含めて700人が招待された。ワシントンから飛行機で来たマーガレット・サッチャーはカリフォルニア州知事アーノルド・シュワルツェネッガーの隣に座った。元カリフォルニア州知事のピート・ウィルソンや元ロサンゼルス市長のリチャード・リオーダンに、ジェーン・ワイマン（レーガンの最初の妻）やカーク・ダグラス、チャールトン・ヘストン、ミッキー・ルーニー、ドロレス・ホープ（ボブ・ホープの未亡人）、マーヴ・グリフィン、トミー・ラソーダ、ウェイン・グレツキー、スコット・バイオ、ボー・デレク、トム・セレック、パット・セイジャック、ウェイン・ニュートン、シナトラ一家らハリウッド俳優やその他のセレブリティも出席した。レーガンの子女のマイケル・レーガン、パティ・デイヴィス、ロン・レーガンがそれぞれユーロジー（弔辞）を述べた。
弔辞が終わり、アメリカ空軍のゴールデン・ウェスト・バンドは「ラッフルズ・アンド・ファンファーレズ」を4回演奏し、アメリカ陸軍合唱隊は「星条旗」を歌った。棺が墓地に搬送されて台座の上に置かれる時にバグパイプ吹奏者のエリック・リグラーが「アメイジング・グレイス」を演奏した。陸軍兵士が弔砲を発射し、ビューグル吹きは「タップス」を演奏した。この時にアメリカ海軍のF/A-18戦闘機4機は「ミッシングマンフォーメーション」と呼ばれる追悼飛行を実施した。また、1981年のロナルド・レーガンの第一期大統領就任式時に連邦議会議事堂上部に掲揚された旗は儀仗兵によって折り畳まれ、空母『ロナルド・レーガン』の司令官ジェームズ・シモンズがナンシー夫人にプレゼントした。
旗を受け取ったナンシー・レーガンは棺に寄り添い、手でなでるしぐさを数分間繰り返した。彼女は棺に頬を寄せると、突然泣き崩れた。『ワシントン・ポスト』は「1週間にわたる憂うつな儀式の間じゅうストイック」であったが、「夫の棺を覆っていた旗を手渡された後に彼女は悲しみに負けた」と描写している。彼女は泣きながら棺にキスをし、「あなたを愛してるわ」と言った。3人の子女は母親を取り囲み、彼女を慰めようとした。ナンシー夫人はその後に折り畳まれた旗を握りしめ、彼女の護衛部隊と一緒に去った。レーガンの子女が別れを告げると、軍楽隊はヴィクトリア朝の賛美歌「My Faith Looks Up to Thee」を演奏し始めた。葬儀出席者は列を成して棺を通り過ぎる機会を得た。
棺は地下納骨所に納められ、太平洋標準時（PDT）で翌12日の午前3時前ぐらいには閉鎖された。馬蹄型のモニュメントの外面にはロナルド・レーガンの言葉（1991年）が刻まれている。
| 「 | I know in my heart that man is good, that what is right will always eventually triumph, and there is purpose and worth to each and every life.（私は心から信じています。人間は善であり、正義はいずれ必ずや勝利を収める。そして、すべての人生に目的と価値があることを。） | 」 |

## 音楽
1週間のイベントの間に以下のような楽曲が演奏された。
- 「大統領万歳」
- 「マイ・カントリー・ティズ・オブ・ジー」
- 「リパブリック讃歌」
- 「アメイジング・グレイス」
- 「涯しも知られぬ青海原をも（英語版）」
- 「ゴッド・オブ・アワ・ファザーズ（英語版）」
- 「マンションズ・オブ・ザ・ロード（英語版）」
- 「ゴッド・ブレス・アメリカ」
- 「アメリカ・ザ・ビューティフル」
- 「Going Home」
- 「On a Hymnsong of Philip Bliss」（デビッド・ホルジンガーによる）

## セキュリティ対策
ロナルド・レーガンの国葬は9.11テロ以降にワシントンで開催された初のビッグイベントとなった。これに伴い、アメリカ合衆国国土安全保障省（DHS）は国葬を国家特別警備イベント（NSSE）に指定した。イベントの大部分が一般公開され、身辺を護衛される要人も多数訪れるため、特別な警戒体制が敷かれた。車列通行のために、警官が多くの道路を一時的に通行止めにした。
アメリカ合衆国司法長官ジョン・アシュクロフトは葬儀の前に連邦上院の公聴会において、ワシントンに特別な警戒体制を敷く理由として、アル・カイダとの戦いが継続中であることをあげている。しかしながら、DHSは同時にジョージア州シーアイランドで開催されるG8サミットでも別のNSSEを処理していた。
葬儀期間中に、アメリカ合衆国のニュースメディアはレーガンの大統領任期中に世界がテロリズムの時代の幕開けとなる事件に遭遇したことを取り上げた。スコットランドのロッカビー上空の爆破で189名のアメリカ人の死者を出し、9・11テロが発生する前のアメリカに対する最悪なテロ行為であったパンアメリカン航空103便爆破事件もこの時代に発生している。

## メディアによる批評
ほとんどの主要な報道機関が故人に敬意を表し、様々なイベントを複数回放送した。ケーブルチャンネルの『C-SPAN』は1週間の葬式の模様を中断なしで放送している。しかしながら、テレビ報道が過剰ではないかとの批判もあった。『CBSニュース』のアンカー、ダン・ラザーは「イラクの実態をはじめ、他にもニュースはある。この週末、そのようなニュースは非常に粗末に取り扱われた」と話している。また、『ヴィレッジ・ヴォイス』のリチャード・ゴールドスタインは「あらゆるジェスチャーが細かく演出されていた」と書き、見事なまでに体系化された葬儀を批判した。『ワシントン・ポスト』のコラムニスト、ハワード・カーツは深刻な不況で減税（レーガノミクス）を実施したり、一般的に歓迎されないグレナダ侵攻を強行したり、しばしば怠け者や「ただの俳優」という風に評されたりと大統領任期中のレーガンがかなりの問題を起こしたことを指摘している。
葬儀期間中に『CNN』は国をあげての喪、多くのテレビネットワークによるほぼ中断なしのテレビ放映を提供されたアメリカ国民がイラクやアフガニスタンでアメリカ軍兵士が殺害されたニュースから逃れる小休止期間としてこれを歓迎しており、9・11テロ以来絶望的になっていた彼らから良いニュースとして受け止められていると報じている。

## ギャラリー
- 棺をのせた霊柩車は2004年6月7日にロナルド・レーガン大統領図書館（英語版）に到着する
- レーガン図書館の標識の前に花を手向ける会葬者
- 2004年6月9日に棺は霊柩車からケーソンに移される
- 棺をのせたケーソンはアメリカ連邦議会議事堂を目指して行進する
- アメリカ陸軍の兵士は連邦議会議事堂に棺を護送する
- アメリカ連邦議会議事堂のロタンダ（英語版）に安置される遺体
- ジョージ・W・ブッシュ、ディック・チェイニー、ビル・クリントンらはワシントン大聖堂内に搬送される棺を見つめる
- 儀仗兵はワシントン大聖堂の外に待機する霊柩車まで棺を搬送する
- 儀仗兵は着陸したVC-25A大統領専用機から棺を運搬する
- 2004年6月7日、空母『ロナルド・レーガン』において、ノートブックに個人的なメッセージを寄せる乗組員たち。このノートブックは埋葬式で、同艦の艦長からナンシー・レーガンに贈呈された